# Vojko Kiš
Vojko Kiš (Osijek, 5. svibnja 1911. – Zagreb, 22. ožujka 1999.) bio je hrvatski pravnik, pijanist, glazbeni pedagog i organizator mnogih kulturnih događanja te glazbeni urednik i djelatnik negdašnje Radiotelevizije Zagreb.

## Životopis
Vojko Kiš glazbeno se obrazovao u privatnoj školi Elze Hankin u rodnome Osijeku, a studij prava i glasovira pohađao je u Beču, gdje je i diplomirao. Drugi svjetski rat proveo je u njemačkom zarobljeništvu. U Osijek se vratio se 1945. godine i tu djelovao kao profesor glasovira u Glazbenoj školi "Franjo Kuhač", a zatim i kao ravnatelj te škole od 1949. do 1952. godine. Aktivno je sudjelovao u glazbenom životu rodnoga grada sve do odlaska u Zagreb 1952. godine.   
U Zagrebu je od 1952. bio je direktor Koncertne poslovnice Hrvatske (danas Koncertna direkcija Zagreb), a od 1960. bio je najprije glazbeni urednik tadašnje Radiotelevizije Zagreb i potom od 1969. pa do umirovljenja 1977. pomoćnik direktora Radio Zagreba. Vojko Kiš je i u Zagrebu aktivno djelovao kao organizator mnogih glazbenih događanja te nastupao kao klavirski pratilac s mnogim uglednim hrvatskim pjevačima i instrumentalnim solistima. Surađivao je i s mnogim amaterskim kulturno-umjetničkim društvima, a godine 1966. s kolegom urednikom Vilimom Kozarićem utemeljio je i ciklus radijskih emisija Iz rada naših kulturno-umjetničkih društava, preteču današnjega ciklusa Amaterska glazba i stvaralaštvo. Bio je vrlo aktivan u organizaciji mnogih glazbenih festivala, primjerice Zagrebačkih ljetnih večeri, Međunarodne smotre folklora te osobito festivala zabavne glazbe, naročito Melodija Istre i Kvarnera.

## Vanjske poveznice
- LZMK / Židovski biografski leksikon: Kiš, Vojko